# Захист Pac-Man
Захист Pac-Man («захист Пакмана») — рідко використовуваний, але енергійний спосіб захисту від поглинання компанії (мішені) іншою компанією (нападником) через скуповування нападником акцій компанії-мішені. Полягає в тому, що компанія-мішень сама робить тендерну пропозицію компанії-нападнику для скуповування акцій нападника.
Захист ефективний лише за наявності у компанії-мішені коштів, щоб зробити покупцеві формальну пропозицію про поглинання. Подібна реакція на вороже поглинання часто виявляється згубною для обох компаній, оскільки їх спроби захопити один одного можуть призвести до різкого збільшення їх боргового навантаження.
Найбільше відомим прецедентом застосування захисту Пакмана було протистояння між компанією Martin Marietta та корпорацією Bendix в США в 1982 році.